# Llista de Béns Culturals d'Interès Nacional de les Garrigues
Llista de Béns Culturals d'Interès Nacional de les Garrigues inscrits en el Registre de Béns Culturals d'Interès Nacional (BCIN) del Departament de Cultura de la Generalitat de Catalunya per a la comarca de les Garrigues. Inclou els béns immobles més rellevants del patrimoni cultural que tenen la categoria de protecció de major rang com a unitat singular, conjunt, espai o zona amb valors culturals, històrics o tècnics.
L'any 2018, les Garrigues comptava amb 29 béns culturals d'interès nacional classificats en 23 monuments històrics i 6 zones arqueològiques. A continuació es mostren les últimes dades disponibles ordenades per municipis.

## Patrimoni arquitectònic
| Monument                                     | Protecció       | Estil/època                                                 | Localització                                              | Coordenades                                          | Codi?         | Imatge |
| -------------------------------------------- | --------------- | ----------------------------------------------------------- | --------------------------------------------------------- | ---------------------------------------------------- | ------------- | --- |
| Castell de l'Albagés                         | BCIN 458-MH     | Gòtic XIII, XVII                                            | L'Albagés C. Major, 16                                    | 41° 26′ 59″ N, 0° 44′ 17″ E / 41.449823°N,0.738124°E | RI-51-0006213 | Castell de l'Albagés · Vegeu més fotos d'aquest monument · Carregueu una nova foto d'aquest monument                                         |
| Castell de l'Albi                            | BCIN 460-MH     | Romànic, gòtic, renaixement, barroc, neoclassicisme XIII-XV | L'Albi C. del Castell                                     | 41° 25′ 26″ N, 0° 56′ 08″ E / 41.423871°N,0.935644°E | RI-51-0006216 | Castell de l'Albi · Vegeu més fotos d'aquest monument · Carregueu una nova foto d'aquest monument                                            |
| Castell Palau d'Arbeca                       | BCIN 473-MH     | Renaixement XVI                                             | Arbeca C. del Castell, 1                                  | 41° 32′ 35″ N, 0° 55′ 26″ E / 41.542917°N,0.923782°E | RI-51-0006240 | Castell Palau d'Arbeca · Vegeu més fotos d'aquest monument · Carregueu una nova foto d'aquest monument                                       |
| Castell de les Borges Blanques               | BCIN 797-MH     | Romànic, gòtic XIII                                         | Les Borges Blanques Enderrocat                            | 41° 31′ 23″ N, 0° 52′ 03″ E / 41.522959°N,0.867407°E | RI-51-0006284 | Carregueu una nova foto d'aquest monument |
| Castell de Castelldans                       | BCIN 638-MH     | XII                                                         | Castelldans Partida de lo Castell                         | 41° 30′ 04″ N, 0° 45′ 57″ E / 41.501109°N,0.765783°E | RI-51-0006299 | Castell de Castelldans · Vegeu més fotos d'aquest monument · Carregueu una nova foto d'aquest monument                                       |
| Castell de les Besses                        | BCIN 684-MH     | Romànic XIII                                                | Cervià de les Garrigues                                   | 41° 25′ 50″ N, 0° 49′ 41″ E / 41.430570°N,0.827983°E | RI-51-0006307 | Carregueu una nova foto d'aquest monument |
| Castell del Cogul                            | BCIN 689-MH     | XII                                                         | El Cogul Partida l'Eral                                   | 41° 28′ 03″ N, 0° 41′ 18″ E / 41.467436°N,0.688347°E | RI-51-0006310 | Carregueu una nova foto d'aquest monument |
| Murs de la vila del Cogul                    | BCIN 690-MH     | XII                                                         | El Cogul                                                  | 41° 28′ 04″ N, 0° 41′ 26″ E / 41.467666°N,0.690544°E | RI-51-0006311 | Carregueu una nova foto d'aquest monument |
| Castell de l'Espluga Calba                   | BCIN 335-MH     | Gòtic XV, XIII, XVIII                                       | L'Espluga Calba C. Major, 19                              | 41° 29′ 42″ N, 1° 00′ 17″ E / 41.494948°N,1.004792°E | RI-51-0006318 | Castell de l'Espluga Calba · Vegeu més fotos d'aquest monument · Carregueu una nova foto d'aquest monument                                   |
| Castell de la Floresta                       | BCIN 852-MH     | Gòtic, gòtic-renaixement XIV, XVI                           | La Floresta C. de l'Església, 5                           | 41° 30′ 41″ N, 0° 55′ 08″ E / 41.511483°N,0.918910°E | RI-51-0006326 | Castell de la Floresta · Vegeu més fotos d'aquest monument · Carregueu una nova foto d'aquest monument                                       |
| Castell de la Granadella                     | BCIN 913-MH     | Romànic XIII                                                | La Granadella Partida Sorts                               | 41° 21′ 27″ N, 0° 39′ 46″ E / 41.357565°N,0.662804°E | RI-51-0006338 | Carregueu una nova foto d'aquest monument |
| Església parroquial de Santa Maria de Gràcia | BCIN 4284-MH-EN | Barroc XVIII                                                | La Granadella Pl. de la Vila, 14                          | 41° 21′ 18″ N, 0° 39′ 56″ E / 41.35502°N,0.66564°E   | IPA-390       | Església parroquial de Santa Maria de Gràcia (la Granadella) · Vegeu més fotos d'aquest monument · Carregueu una nova foto d'aquest monument |
| Castell de Vall-de-reig                      | BCIN 957-MH     |                                                             | Juncosa Partida de Vall de Reig, paratge lo Coll d'Escapa | 41° 23′ 15″ N, 0° 45′ 51″ E / 41.387634°N,0.764202°E | RI-51-0006362 | Carregueu una nova foto d'aquest monument |
| Castell de Vinferri                          | BCIN 958-MH     | Medieval                                                    | Juneda Vinferri                                           | 41° 32′ 41″ N, 0° 45′ 30″ E / 41.544637°N,0.758323°E | RI-51-0006363 | Carregueu una nova foto d'aquest monument |
| Torre de la Llena                            | BCIN 1274-MH    | Medieval                                                    | La Pobla de Cérvoles                                      | 41° 20′ 15″ N, 0° 51′ 43″ E / 41.337362°N,0.861860°E | RI-51-0006438 | Carregueu una nova foto d'aquest monument |
| Castell de Puiggròs                          | BCIN 1438-MH    | Gòtic-renaixement XVI                                       | Puiggròs C. Major, 21                                     | 41° 32′ 59″ N, 0° 53′ 26″ E / 41.549856°N,0.890499°E | RI-51-0006451 | Carregueu una nova foto d'aquest monument |
| Castell de Tarrés                            | BCIN 1611-MH    |                                                             | Tarrés                                                    | 41° 25′ 24″ N, 1° 01′ 08″ E / 41.423256°N,1.018791°E | RI-51-0006502 | Carregueu una nova foto d'aquest monument |
| Castell del Vilosell                         | BCIN 1821-MH    | Medieval, XVI                                               | El Vilosell C. Anjuva                                     | 41° 23′ 03″ N, 0° 56′ 46″ E / 41.384208°N,0.946011°E | RI-51-0006546 | Castell del Vilosell · Vegeu més fotos d'aquest monument · Carregueu una nova foto d'aquest monument                                         |
| Església de Sant Joan Baptista               | BCIN 447-MH     | Romànic XIV                                                 | Vinaixa C. Calvari, 2                                     | 41° 25′ 42″ N, 0° 58′ 32″ E / 41.42844°N,0.97542°E   | IPA-519       | Església de Sant Joan Baptista (Vinaixa) · Vegeu més fotos d'aquest monument · Carregueu una nova foto d'aquest monument                     |
| Torre de Vinaixa, Castell de Vinaixa         | BCIN 1824-MH    | Medieval                                                    | Vinaixa C. Calvari, 2                                     | 41° 25′ 42″ N, 0° 58′ 32″ E / 41.428314°N,0.975473°E | RI-51-0006804 | Torre de Vinaixa · Vegeu més fotos d'aquest monument · Carregueu una nova foto d'aquest monument                                             |
| Casa Tarragó, Casa Fèlix, Castell de Vinaixa | BCIN 1824-MH    | Gòtic-renaixement XVI                                       | Vinaixa C. Calvari, 5                                     | 41° 25′ 45″ N, 0° 58′ 33″ E / 41.429062°N,0.975945°E | IPA-14088     | Casa Tarragó (Vinaixa) · Vegeu més fotos d'aquest monument · Carregueu una nova foto d'aquest monument                                       |
| Casa de Poblet, la Torre                     | BCIN 1825-MH    | Gòtic XIV-XVI                                               | Vinaixa C. del Forn, 3                                    | 41° 25′ 44″ N, 0° 58′ 32″ E / 41.428902°N,0.975486°E | RI-51-0006805 | Casa de Poblet (Vinaixa) · Vegeu més fotos d'aquest monument · Carregueu una nova foto d'aquest monument                                     |

## Patrimoni arqueològic
Quatre jaciments arqueològics de les Garrigues estan inscrits com a Patrimoni de la Humanitat com a part de l'art rupestre de l'arc mediterrani de la península Ibèrica.
| Monument                              | Protecció       | Estil/època | Localització                            | Coordenades                                          | Codi?         | Imatge |
| ------------------------------------- | --------------- | --- | --------------------------------------- | ---------------------------------------------------- | ------------- | --- |
| Balma dels Punts / L'Albi II          | PH BCIN 2071-ZA | Abrics i similars amb representació gràfica, gravat, pintura. Neolític (-5500/-2200). Des de Bronze a Medieval (-1800/1492)                                 | L'Albi Terròs del Sinyor                | 41° 26′ 53″ N, 0° 54′ 23″ E / 41.448031°N,0.906467°E | RI-55-0000530 | Carregueu una nova foto d'aquest monument                                                                         |
| La Vall de la Coma, Font del Comellar | PH BCIN 2014-ZA | Abrics i similars amb representació gràfica, pintura Bronze? (-1800/-650)                                                                                   | L'Albi                                  | 41° 27′ 08″ N, 0° 55′ 55″ E / 41.452119°N,0.931835°E | RI-55-0000306 | Carregueu una nova foto d'aquest monument                                                                         |
| La Fortalesa dels Vilars              | BCIN 2015-ZA    | Lloc d'habitació amb estructures conservades, poblat. Assentament militar, muralla. Des de Bronze Final III a Ferro-Ibèric Ple (-900/-350). Romà (-218/476) | Arbeca                                  | 41° 34′ 07″ N, 0° 57′ 15″ E / 41.5686°N,0.9541°E     | RI-55-0000549 | La Fortalesa dels Vilars (Arbeca) · Vegeu més fotos d'aquest monument · Carregueu una nova foto d'aquest monument |
| Les Roques Guàrdies II                | PH BCIN 2016-ZA | Abrics i similars d'habitació sense estructures. Abrics i similars d'enterrament, Inhumació. Abrics i similars amb representació gràfica, pintura.          | Les Borges Blanques Les Roques Guàrdies | 41° 29′ 48″ N, 0° 50′ 52″ E / 41.496772°N,0.847802°E | RI-55-0000314 | Carregueu una nova foto d'aquest monument                                                                         |
| La Roca dels Moros, Coves del Cogul   | PH BCIN 2017-ZA | Abrics i similars amb representació gràfica, gravat, pintura. Des de Epipaleolític a Romà (-9000 /476)                                                      | El Cogul                                | 41° 27′ 53″ N, 0° 41′ 50″ E / 41.464786°N,0.6971°E   | RI-55-0000528 | La Roca dels Moros (el Cogul) · Vegeu més fotos d'aquest monument · Carregueu una nova foto d'aquest monument     |
| Cova del Julio                        | BCIN 4183-ZA    | Lloc amb representació gràfica sobre pedra, gravat Medieval (400/1492)                                                                                      | La Granadella                           |                                                      | IPAPC-20473   | Carregueu una nova foto d'aquest monument                                                                         |

A més, alguns monuments històrics estan inclosos també en l'Inventari del Patrimoni Arqueològic i Paleontològic de Catalunya (IPAPC) per tenir protegit igualment el seu subsol o l'entorn.